# Novoivanivka, Huleaipole
Novoivanivka (în ucraineană Новоіванівка) este un sat în comuna Novomîkolaiivka din raionul Huleaipole, regiunea Zaporijjea, Ucraina.

## Demografie
Componența lingvistică a localității Novoivanivka
     Ucraineană (94%)
     Rusă (6%)
Conform recensământului din 2001, majoritatea populației localității Novoivanivka era vorbitoare de ucraineană (94%), existând în minoritate și vorbitori de rusă (6%).